# Bacqueville-en-Caux
Bacqueville-en-Caux település Franciaországban, Seine-Maritime megyében. Lakosainak száma 1897 fő (2022. január 1.). Bacqueville-en-Caux Auppegard, Bertreville-Saint-Ouen, Hermanville, Lamberville, Lammerville, Omonville, Royville és Saint-Ouen-le-Mauger községekkel határos.

## Népesség
A település népességének változása:
| Lakosok száma | 1867 | 1892 | 1929 | 1901 | 1906 | 1910 | 1904 | 1900 | 1897 |
|               | 2013 | 2015 | 2016 | 2017 | 2018 | 2019 | 2020 | 2021 | 2022 |